# إغلاق كشمير 2019
يشير إغلاق كشمير 2019 إلى إجراءات التأمين الأمني والتعتيم المفروض على الاتصالات لمنع الاحتجاجات التي تم خلالها احتجاز آلاف الأشخاص، معظمهم من الشباب في جامو وكشمير (الجزء الذي تديره الهند من إقليم كشمير المتنازع عليه).

## الخلفية والنتائج
جرى الإغلاق في 5 أغسطس 2019 بعد إلغاء الهند وضع جامو وكشمير الخاص عن طريق إلغاء المادة 370 من الفصل 35 ألف من الدستور الهندي وإدخال قانون 2019 بشأن إعادة تنظيم جامو وكشمير.
منذ 5 أغسطس، لم تأذن الحكومة الهندية لأي صحفي أجنبي بإجراء تحقيق صحفي في كشمير. وفقًا لتقرير صادر عن الحكومة الهندية في 6 سبتمبر، تم اعتقال حوالي 4000 شخص في المنطقة المتنازع عليها. وكان من بين المعتقلين أكثر من 200 معتقل سياسي، بمن فيهم رئيسان سابقان لوزراء جامو وكشمير، بالإضافة إلى أكثر من 100 من قادة ونشطاء مؤتمر تحريك الحريات.
في 1 أكتوبر 2019، استمعت هيئة قضاة مؤلفة من ثلاثة قضاة من المحكمة العليا في الهند، إلى سبعة عرائض خاصة بالإغلاق. في 3 أكتوبر 2019، نظم الصحفيون في كشمير اعتصاما احتجاجا على انقطاع الاتصالات ووصفوا الحصار المفروض على الإنترنت والهواتف المحمولة بأنه «خدعة».
في 4 أكتوبر 2019، رفضت الحكومة الهندية طلب السناتور الأمريكي كريس فان هولين بالسفر إلى كشمير. وفي الوقت نفسه، مُنع الإصلاحي في مجال التعليم سانديب باندي، ونشطاء آخرون كانوا في مهمة غير رسمية لتقصي الحقائق من مغادرة المطار في سريناغار. في نفس اليوم وخلال الاحتجاجات، ردد المحتجون شعارات مؤيدة لباكستان (تحيا باكستان = پاکستان زِنده باد) وطالبوا بإنهاء ما وصفوه «بالاحتلال الهندي لأراضيهم».
في 24 أكتوبر 2019، وسط مقاطعة من قبل معظم الأحزاب السياسية، ومع استمرار العديد من السياسيين المحليين الرئيسيين في حالة اعتقال، عقدت انتخابات المجالس القروية في جميع أنحاء الولاية. ومع ذلك، وصفه عالم السياسة نور أحمد بابا بأنه «أشبه بممارسة مصطنعة».
في 28 أكتوبر، تم حظر خدمات الهاتف المحمول المدفوعة مقدمًا لليوم الخامس والخمسين على التوالي لما لا يقل عن 2.5 مليون مستخدم للهاتف الخلوي مسبق الدفع في كشمير.

## إدخال السياحة
على الرغم من الاحتجاجات والمقاومة العامة وكذلك القيود المفروضة على استخدام الإنترنت والهاتف، ذكرت حكومة الهند أنها تخطط لإعادة إدخال السياحة في كشمير ورفع جميع القيود المفروضة على السفر للأجانب الذين يزورون تلك المنطقة.